# Катлабух
Катла́бух или Котлабух (укр. Катлабуг) — пойменное озеро в Измаильском районе Одесской области Украины. Расположено на левобережье низовий Дуная, от которых отделено дамбой. Используется как водохранилище. Водообмен с Кислицким гирлом Дуная регулируется шлюзованными каналами Желявский и Громадский. Относится к группе Придунайских озёр.

## Общая характеристика
Длина 21 км, ширина до 6 км, площадь 68,5 км², глубина до 2,7 м, минерализация воды 1,4−1,6 г/л. Котловина озера продолговатой формы с расширением (до 11 км) в южной части. Температура воды летом +24 — +26 °C, зимой озеро замерзает.
Южные берега озера низинные, заболоченные. Северные берега приподнятые, местами обрывистые, рассечённые балками, местами их высота достигает 8—10 м. Между обрывом и урезом воды имеется полоса побережья шириной 50—500 м. Местами берег обрывается к урезу воды. Берега Котлабуха сложены из третичных известняков (разрабатываемых каменоломнями в селе Ташбунаре), прикрытых песками и глинами с гипсом.
Дно Котлабуха постепенно углубляется к центральной части водоема. В прибрежной части оно покрыто песком с примесью глины или гальки, немного глубже — заиленным песком, а в центральной части — серым илом.
С севера в озеро впадает река Большой Котлабух (длина — 48 км). От основной части озера отходят два залива: Ташбунарский на западе, куда впадает река Ташбунар (длина — 37 км) и Гасанский на востоке, куда впадает река Еника (длина — 26 км). Длина Гасанского залива — 5 км, Ташбунарского — 4 км. Верхняя часть Гасанского залива занята рыборазводными прудами.
Гасанский залив изначально возник на рубеже XIX и XX веков, как временное паводковое явление вызываемое смещением грунтов, размыванием и подтоплением территории в этой местности. После регулирования стока озера и долгосрочной поддержки его на 30-50 см выше уровня Дуная (начало — в конце 50-х годов XX века), Гасанский залив стабилизировался и стал постоянно существующей частью акватории водоема.
На берегах озера расположен ряд населённых пунктов — Богатое, Кислица, Першотравневое (Гасаны), Суворово, Утконосовка.

## Флора и фауна
В озере многочисленна водная растительность; из редких видов растений встречается водяной орех плавающий (лат. Trapa natans). В озере водятся сазан, щука, окунь, краснопёрка, жерех, карась, лещ, судак и сом, реже встречаются язь, рыбец, чехонь и бычки. Рыборазводные пруды используют для разведения и зарыбления озера молодью толстолобика и белого амура. Существует промысел раков, чья популяция в Котлабухе очень велика и, по оценкам, в некоторые годы доходит до 15 миллионов особей. Из птиц гнездятся: белолобый и серый гусь, лысуха, озерная чайка, фазан, дроздовидная камышовка, красноклювая казарка.

## Значение
Озеро имеет ключевое значение для оросительной системы Измаильского района. Используется для разведения рыбы и промысла раков.
| Вылов (т)   | 2010 год | 2011 год | 2012 год | 2013 год | 2014 год |
| ----------- | -------- | -------- | -------- | -------- | -------- |
| Лимит       | 453      | —        | 511      | 283      | 348      |
| Фактический | 302,7    | 345,6    | 173,267  | 226,857  | 195,023  |

## Экологические проблемы
В настоящее время озеро Котлабух отрезано от Кислицкого гирла Дуная дамбой, а часть плавней со стороны Дуная преобразованы в польдеры и используются как рыборазводные пруды. В результате этого произошло нарушение естественного водообмена, что сказалось на ухудшении качества воды в озере, уменьшении рыбопродуктивности и биоразнообразия.
Предложения экологов сводятся к воссозданию связи между Котлабухом и Кислицким гирлом, максимально приближённой к природной. По мнению ученых в результате этого начнется процесс возрождения поймы, увеличится нерест рыб, улучшится качество водоснабжения озера.
Уровень воды существенно понизился, озеру грозит вымирание.

## История
Побережье озера Котлабух было заселено людьми ещё задолго до начала нашей эры. На берегах озера обнаружены следы племен гумельницкой культуры, которые обитали здесь в VI тысячелетии до н. э.
К северным берегам озера подходит построенный римлянами Траянов вал.